# Annemarta Borgen
Annemarta Borgen, född 1913 i Gildeskål, död 1988, var en norsk författare, gift med Johan Borgen.
Borgen debuterade 1973 med Urtehagen på Knatten, och gav senare ut Rosehagen på Knatten (1982) och Fisk fra kjøkkenet på Knatten (1983). En bok om samlivet med Johan Borgen, Deg, kom ut 1981, och är en av de viktigaste källorna till förståelse av denna författare. Johan Borgen: Fire foredrag rammet inn av Annemarta Borgen gavs ut 1984.